# Jutta Lau
Pour les articles homonymes, voir Lau.
Jutta Lau, née le 28 septembre 1955 à Wustermark (République démocratique allemande), est une ancienne rameuse est-allemande. Elle est double championne olympique aux Jeux de 1976 et 1980.

## Carrière
Jutta Lau est médaillée d'or sur le quatre de couple lors des Jeux olympiques d'été de 1976, titre qu'elle conserve lors de ceux de 1980. Elle est également double médaillée d'or en quatre de double aux Mondiaux 1975 et 1979.
En 2009, elle devient la coach de l'équipe chinoise d'aviron après avoir quitté celle d'Allemagne à la suite des Jeux de 2008.
Elle est nommée coach de l'année en 2011 par la Fédération internationale des sociétés d'aviron.

## Palmarès

### Jeux olympiques
- Jeux olympiques d'été de 1980 à Moscou ( Union soviétique) :
  -  médaille d'or du quatre de couple
- Jeux olympiques d'été de 1976 à Montréal ( Canada) :
  -  médaille d'or du quatre de couple

### Championnats du monde
- Championnats du monde 1979 à Bled ( Slovénie) :
  -  médaille d'or du quatre de couple
- Championnats du monde 1975 à Nottingham ( Royaume-Uni) :
  -  médaille d'or du quatre de couple
- Championnats du monde 1974 à Lucerne ( Suisse) :
  -  médaille d'or du quatre de couple